# 超人力霸王OMEGA
《超人力霸王奧米加》（日语：ウルトラマンオメガ），是由圓谷製作所製作的特攝電視劇，2025年7月5日於東京電視台系列頻道每週六上午9:00 - 9:30（JST）播映。並於圓谷官方YouTube頻道於播映日上午8:28分率先播出。

## 概要
本作為令和時代《超人力霸王系列》第七部作品。主監督則曾執導過《超人力霸王R/B》、《超人力霸王Decker》等多部作品的武居正能擔任。劇本統籌則由曾負責前作編劇的根元歳三和足木淳一郎擔當。系列製作於2025年4月24日宣布。
根據武居正能的說法，本系列的企劃自2023年夏末到秋初期間開始進行，並在英雄造型和劇情尚未確定的初期階段就已經參與其中。這次企劃中唯一一開始就確定的，就是不會讓所謂的「防衛隊」成為故事的主軸。這個決定並非基於商品策略或預算限制，而是考慮到結合了受到戰爭影響的國際情勢而做出的判斷。並認為，不應該營造過度緊繃或帶有強烈軍事色彩的氛圍。
本作的主軸聚焦於探討「超人力霸王為何要守護地球？」這一核心命題，劇情以失去記憶的宙人為切入點，展開對其身分與使命的探索。導演武居正能指出，觀眾在首集中可能對宙人與地球的關係尚感疑惑，但這正是整段旅程的起點，奧米加將隨著劇情逐步轉變與重塑。本作的一大特色在於劇中世界並不存在「怪獸」的概念。劇中或許偶有類似巨大生物出現的情節，但「怪獸」一詞並不屬於該世界觀的日常語彙。
此外，與過去多為「憑依型」超人不同，《奧米加》設定奧米加本身即為變身者，導致難以安排傳統由變身者操作內部裝備的橋段。製作人村山和之據此提出新構想，設計由第三方角色操控具備個性與意志的「隕石怪獸」來支援奧米加作戰。劇情中亦安排光成與這些怪獸互動。針對本作主要演員僅三人的安排，導演表示，與過往多選用新人成長式演出不同，本次三位演員皆具備扎實表演經驗，無須特別訓練與引導。拍攝現場多以討論戲劇方向為主，讓演員得以自由建立角色與展現自然表演。
第1集一開場便描繪奧米加於宇宙中交戰的場景。在此次的演出完全採用3DCG模型，負責這段影像製作的，由《哥吉拉-1.0》的特效公司白組擔任，由以短篇作品《哥吉拉VS蓋剛雷克斯》的上西琢也擔任CG導演；曾與武居合作《超人力霸王R/B 劇場版決定了！羈絆的水晶》的視覺特效導演神谷誠則擔任3DCG總監。
該系列的製作發表會於2025年6月12日舉辦，其主要三名演員及導演武居正能則同台出席該活動。

## 故事大綱
既無超人也無怪獸存在的地球上，一名外星人突然自「天空」掉了下來。他是以紅色宇宙迴力鏢「奧米加頭鏢」作為象徵，冠以「究極」之名的超人力霸王。
這位名為「奧米加」的宇宙人失去了過去的記憶，以地球人的姿態現身，被命名為「宙人」。面對第一次接觸的生命體「地球人」，宙人滿懷好奇地觀察著人類，試圖理解他們。
在此同時，巨大生物偶爾現身，而從宙人失落的記憶中甦醒的「怪獸」一詞也逐漸浮現。面對接連出現的巨大怪獸，宙人在潛意識中被某種使命感驅使，變身為「超人力霸王奧米加」，展開俐落而強勁的戰鬥。
另一方面，地球人面對前所未見的巨大生物與揮舞赤色飛鏢的巨人，也從各種角度試圖理解這個神秘存在。最終，一段「宇宙人與地球人」之間的搭檔關係誕生了——宙人與一位平凡的年輕人。藉著互相觀察與交流，搭檔之間也心意互通，一步步逼近了「超人力霸王為何要守護地球？」這個問題的答案，此刻，覺醒的時刻即將到來。

## 登場人物
大木田宙人
飾演：近藤頌利
配音：科伊·達奧（英語）、徐宇隆（中國大陸）、喬資淯（台灣）、郭湛深（香港）
本作主角，失去記憶並墜落至地球的宇宙人——也就是超人力霸王奧米加的人間體。
他對首次見到的「地球人」這種生命體充滿好奇，性格純真開朗，宛如孩童般天真，說話仍顯得有些生澀。每當感知到怪獸的氣息時，便會本能地發揮出超乎常人的身體能力。而隨著每次戰鬥，他也逐漸恢復片段記憶——自己是超人力霸王、怪獸的名字與特徵等等，逐一浮現在腦海中。當他變身為高達50米的奧米加姿態全力戰鬥時，自然會消耗大量體力，因此每次戰鬥結束後，他都會感到異常飢餓。
星見光成
飾演：吉田晴登
配音：崔郅旲（中國大陸）、江志倫（台灣）、杜景煜（香港）
與宙人相遇並成為搭檔的地球人。21歲，一位十分平凡的年輕人，一邊尋找自己的未來方向，一邊在倉庫擔任住工的管理員兼職。某日，他與失去記憶的奧米加邂逅，從此被奧米加對地球萬事萬物所展現的純真好奇心所牽動。儘管常被搞得手忙腳亂，他仍憑藉天性中的溫柔支持著對方，並逐漸捲入一連串與怪獸有關的事件之中。
正是他為這位化身為地球人模樣的奧米加取名為「宙人」之後，他也獲得了操控奧米加的夥伴怪獸「流星怪獸」的能力。兩人一同戰鬥，心靈上的聯繫更加深厚，逐步建立起「宇宙人與地球人搭檔」的關係。
一道步
飾演：工藤綾乃
配音：蔺婵婵（中國大陸）、黃牧祈（台灣）、鄭家蕙（香港）
本作女主角，27歲，一位任職於「國立自然研究中心」的生物學者。在持續研究日本瀕危物種的同時，當怪獸出現時也會配合政府展開調查。因為家中經營動物醫院的緣故，自小便對動物的保育產生興趣。從小就親近各種生物，特別喜歡爬蟲類，尤其是烏龜。她的夢想是未來能在南方小島上一邊從事保育活動，一邊悠閒地觀察烏龜。是一位朝著夢想穩健邁進的認真且充滿活力的女性。在某起怪獸事件的現場，命運般地與宙人與光成相遇，之後便與他們一同行動，並被親暱地稱為「步姊」。在追查怪獸事件的過程中，她逐漸開始思考怪獸與人類之間可能建立的新關係。

## 本作登場的超人力霸王

### 超人力霸王奧米加
本作中登場的超人力霸王戰士，由大木田宙人所變身的，可操控紅色宇宙迴力鏢「奧米加飛鏢」的光之巨人。由於失去記憶並墜落至地球，他的來歷與過去仍籠罩在神秘之中。當宙人的意志響應之時，「奧米加飛鏢」便會出現在他手中。當他將胸前閃耀的墜飾「奧米加流星」裝填時，背部的翼片展開，伴隨耀眼的光芒，他便變身為光之巨人。
變身後的他，以頭部裝備的紅色「奧米加飛鏢」為武器，展開銳利且爽快的戰鬥。無論是以宙人的模樣還是奧米加的姿態，當他面對他人時，總會先將手掌朝向對方，凝視並觀察對方的動作，這一獨特的觀察姿勢被稱為「奧米加觀測」（Omega Scope）。必殺技為雙手合十後發射的「雷特克魯特光線」（Reticlute Beam）。
- 身高：48公尺
- 體重：32,000噸

設計
在角色設計方面，設計目標是打造一個與來自M78星雲以及迄今為止所有超人力霸王形象完全不同的存在。即使過去曾有如超人力霸王傑斯、超人力霸王Z的案例，但這次並非像布莱泽奥特曼那樣採取全然創新的方向，而是希望保留「像是超人力霸王」的核心要素，同時刷新觀眾對其形象的認知。武居導演特別指示，角色必須有紅色臉部，且整體外觀需簡潔，避免手腳帶有類似護甲的繁複裝飾。基於這些方向，設計團隊進行了多次嘗試與調整。在紅色與銀色的配色平衡上，團隊曾嘗試將整張臉包括嘴巴全部塗成紅色的版本，也曾設計過嘴巴張大、帶有蝙蝠俠風格輪廓的方案。雖然曾考慮賽系臉部設計，但那種較為凶狠的風格與本作溫和的面容不符，最後決定採用更柔和的造型。
眼睛部分最初設計為棱角分明、銳利的形狀，經過多次調整後變得稍圓潤，且採用與超人力霸王Z相同的製作工藝。頭鏢設計，本作希望基礎形態能首次裝備可物理脫卸的頭鏢，這是自超人力霸王傑洛以來的首次創新。設計靈感來自將超人七號的頭鏢反向佩戴於頭部，使頭鏢自然融入初代超人力霸王的頭部造型。在彩色計時器的視覺呈現方面，武居導演要求呈現全新的視覺效果。設計團隊打造了多層結構，包括帶有大量小孔的濾光片及帶有螺旋紋路的透明部件，兩者結合後呈現出有縱深感，宛如銀河般廣袤的光影效果。為此，他們嘗試多種孔洞圖案與螺旋紋路組合，經過反覆實驗最終完成設計。

### 變身道具
- 奧米加飛鏢

原文：/ Omega Slugger
奧米加的變身道具。其設計以紅色和銀色為主，側面設有可摺疊的羽狀零件。當宙人的思念呼應時，該道具會出現於他的手中，並將「奧米加流星」裝填進去，隨後展開翅膀，讓他變身為奧米加。變身後，奧米加的頭部上也裝有同名的紅色宇宙飛鏢，且可取下以進行攻擊。
- 奧米加流星

原文：/ Omega Meteor
這個道具通常存放於宙人佩戴的項鍊「流星支架」中。當變身成奧米加時，可將該道具裝入「奧米加飛鏢」，以此展開變身。

#### 型態變化
- 雷基尼斯裝甲

原文：/ Rekiness Armor
流星怪獸雷基尼斯與光成的心靈產生共鳴時，雷基尼斯從「怪獸模式」變形為「卡利巴模式」。其中「雷基尼斯流星」被安裝到奧米加飛鏢上後，雷基尼斯作為裝甲與武器強化奧米加的裝甲型態。其手中持有的大型劍「雷基尼斯卡利巴」蘊藏著雷基尼斯的念動力，不僅可使出運用念力的戰技，亦能施展電擊與高速斬擊敵人的必殺技。
首次登場集數：第4話
- 特萊加隆裝甲

原文：/ Trigaron Armor
流星怪獸特萊加隆與光成的心靈產生共鳴時，特萊加隆從「怪獸模式」變形為「爪擊模式」。其中「特萊加隆流星」被裝入奧米加飛鏢時，奧米加與特萊加隆合而為一的裝甲型態。
特萊加隆力量與速度特性融入奧米加體內，展現出具侵略性的戰鬥力。其標誌性的鋒利鉤爪「特萊加隆爪」除了能在近戰中撕裂敵人外，也能釋放衝擊波與光之刃等遠程攻擊技能。
首次登場集數：第8話

## 本作登場怪獸
- 熱線怪獸 格萊姆（Graim）

一隻擁有巨大爪子，能夠挖掘地面的怪獸，頭部則長有能發出高熱的角。牠以鋒利的爪子掘土前進於地底，遇到堅硬的岩盤時，會從角中發射熱線將其熔化。牠能以四足或二足姿態活動自如，雙臂的銳利爪子平時收納於手臂內側，當進行挖掘或攻擊時則會向前展開。從角發出的熱線在攻擊時也具有強大的威力。
身高：54公尺
體重：4萬5千噸
登場話數：1
- 水棲毒獸 多古利多（Dugrid）

棲息於群馬縣山區的毒獸，當牠憤怒時，會分泌如硫酸般的劇毒液體，並從背部噴射進行攻擊。牠擁有巨大的嘴巴為主要特徵，喜歡潮濕與陰暗的環境，對乾燥與光線極為厭惡。由於牠的身體一旦受傷就會噴出如霧狀的毒液，因此不能輕率地發動攻擊。當牠沾到水時，行動會變得更加活躍。其體表呈現有毒的黑色、紅色和黃色，讓人聯想到紅腹蠑螈。
身高：52公尺
體重：6萬噸
登場話數：2
- 無重力怪獸 佩格諾斯（Pegunos）

自鄂霍次克海的裹挾著黑色暗雲出現，一隻利用腳部噴射器官進行漂浮的無重力怪獸。牠會從腳部噴出冷凍氣體，以抑制核振動來產生無重力狀態，使牠能在空中懸浮而無需拍動翅膀。牠能讓敵人陷入無重力狀態，或利用高速旋轉產生的龍捲風將對手捲入其中，使其混亂不堪。
身高：57公尺
體重：3萬8千噸
登場話數：3
- 刀爪怪獸 特利吉拉斯（Therizirus）

白堊紀生存的鐮刀龍怪獸化的刃爪怪獸。牠擁有長而鋒利的爪子，以及能夠像光學迷彩般隱形的能力。有著以爪痕作為領地標記的習性，會在多棟大樓上留下爪痕，企圖將市中心的大樓群當作牠的覓食地。長而鋒利的爪子在攻守兩方面都極為有效，加上能隱身突襲，更讓牠難以對付。
身高：45公尺
體重：2萬噸
登場話數：4
- 傳說蛇獸 大蛇主命（Ohebinushi-no-Mikoto）

傳說中的蛇獸，會攝取金屬類物質從幼體成長為成體，並具有在攻擊時雙眼會變紅的特性。牠如鞭般靈活擺動的尾巴能施展威力極大的重擊，甚至足以削裂地面；一旦纏繞並緊緊束縛敵人，便能讓對方完全無法動彈。「大蛇主命」此名來自於民間傳說中愛上人類女子的蛇神的名字。
身高：2-100公尺
體重：100公尺-1萬噸
登場話數：5
- 猛突怪獸 蓋多拉哥（Gedrago）

外形如同鼴鼠，擁有與後腦角相連的堅固頭骨的猛衝怪獸。原本性情溫馴，對光敏感，平時隱居於地底深處的巢穴中靜靜生活。雄性的眼睛上方具有雌性所沒有的「保護角」，能起到遮光保護板的作用，因此可以在地面短時間活動。
身高：56公尺
體重：2萬5千噸
登場話數：6
- 古代怪獸 哥摩拉（Gomora）

頭側長有新月形的角的怪獸，擅長以雙臂的怪力與尾巴發動猛烈攻擊。從頭部前端的銳角能釋放出「超振動波」，其原理是應用牠在鑽掘地底時所使用的角部振動作用。
身高：40公尺
體重：2萬噸
登場話數：7

### 流星怪獸
由光成所操控，作為奧米加的夥伴怪獸登場。平時以獨特造型的「休眠模式」狀態待機。一旦光成懷抱與奧米加共同作戰的強烈使命感，怪獸便會變形，從體內釋放出光之粒子，化為巨大怪獸的「怪獸模式」，並根據光成的指示與奧米加並肩作戰，展現高度的默契與一體感。
- 雷基尼斯（Rekiness）

光成獲得的第一隻流星怪獸。擁有念動力，能使岩石浮空並發射出去，也能操控物體的移動與停止。性格溫馴、親人，非常依戀光成。
身高：0至50公尺
體重：0至55,000噸
首次登場集數：第3話
- 特萊加隆（Trigaron）

光成獲得的第二隻流星怪獸。運動能力極高，兼具強大力量與迅捷速度。牠性格兇猛，戰鬥風格極具攻擊性，象徵著激烈戰鬥的代表。
身高：0至45公尺
體重：0至30,000噸
首次登場集數：第7話

## 主要演員
- 大木田宙人：近藤頌利（日语：近藤頌利）
- 星見光成：吉田晴登（日语：吉田晴登）
- 一道步：工藤綾乃（2-）

客演
- 真由：石川葵（1）
- 真由的母親：平野舞（日语：平野舞）（1）
- 男性A：白井周作（1）
- 男性B：マコト（1）
- 男性C：もろいくや（1）
- 男性D：三上大輝（1）
- 女性A：笹森瑠美（1）
- 女性B：大浦理美惠（1）
- 役人：安藤廣郎（1）
- 記者：行徳麗奈（1）
- 避難所的孩子：水谷美徳、松本朔空（1）
- 公園的孩子：秋山結愛、島川晴愛（1）
- 大壩工作人員：高橋麻琴（日语：高橋麻琴）（2）
- 農夫：仲義代（日语：仲義代）（2）
- 農婦：眞田惠津子（日语：眞田惠津子）（2）
- 警官A：金森規郎（2）
- 警官B: 渡邊タクモ（2）
- 選手：細川翔平、竹内朔、奥山叶幸、末広礼唯、梅木生望（3）
- 大屋三郎：木之元亮（日语：木之元亮）（4）
- 錦御子：土屋希乃（日语：土屋希乃）（5）
- 笹子：氏家恵（日语：氏家恵）（5）
- 神谷優太：橋渡竜馬（日语：橋渡竜馬）（6）
- 大神 - 小林健一（日语：小林けんいち） (7)
- 老婆婆 -  和泉靖乃（日语：和泉ちぬ） (7)
- 上班族 - 市村亮 (7)
- 主播 - 岡田友香（日语：岡田友香） (7)
- 女高中生 - 岡村咲良、安藤杏 (7)
- 南方大吉：渡邊裕太（日语：渡辺裕太）（8）

聲演
- 摘要預告片旁白：木之元亮（日语：木之元亮）
- 丹下正：真木駿一
- 佐那河內玲美：潘惠美
- 氣象預報士 - 關幸司（3）

戲服演員
- 超人力霸王奧米加：岩田榮慶（日语：岩田栄慶）
- 雷基尼斯：岡部曉（日语：岡部暁）（3-）
- 瓦古塞克特（1）、佩格諾斯（3)、大蛇主命（5）、蓋多拉哥（6）：新井宏幸（日语：新井宏幸）
- 格萊姆（1）、特利吉拉斯（4）、大蛇主命（5）：高橋舜（日语：高橋舜）
- 多古利多（2）：大村將弘（日语：大村将弘）
- 桑原義樹（日语：桑原義樹）

## 播放列表
以下時間以當地時間（日本時間）為準
| 日本/中国大陆首播 | 台灣首播 MOMO親子台香港首播 ViuTV | 集數   | 標題漢譯                      | 登場怪獸・宇宙人                      | 編劇       | 導演     |
| ----------------- | --------------------------------- | ------ | ----------------------------- | ------------------------------------- | ---------- | -------- |
| 2025/06/28        | -                                 | 特別篇 | 超人力霸王奥米加 開播前特別篇 | -                                     | -          | -        |
| 2025/07/05        | 2025/07/062025/07/12              | 1      | 外星人來了                    | - 宇宙甲獸瓦古塞克特 - 熱線怪獸格萊姆 | 根元歳三   | 武居正能 |
| 2025/07/12        | 2025/07/132025/07/19              | 2      | 我、外星人與學者              | - 水棲毒獸多古利多                    | 根元歳三   | 武居正能 |
| 2025/07/19        | 2025/07/202025/07/26              | 3      | 當心突發寒流                  | - 無重力怪獸佩格諾斯                  | 足木淳一郎 | 武居正能 |
| 2025/07/26        | 2025/07/272025/08/02              | 4      | 追查爪痕之謎                  | - 刀爪怪獸特利吉拉斯                  | 足木淳一郎 | 越知靖   |
| 2025/08/02        | 2025/08/032025/08/09              | 5      | 御子與命                      | - 傳說蛇獸大蛇主命                    | 本田雅也   | 越知靖   |
| 2025/08/09        | 2025/08/102025/08/16              | 6      | 怪獸找尋之物                  | - 猛突怪獸蓋多拉哥                    | 三好昭央   | 越知靖   |
| 2025/08/16        | 2025/08/172025/08/23              | 7      | 化作陣風                      | - 古代怪獸哥莫拉                      | 鶴田幸伸   | 市野龍一 |
| 2025/08/23        | 2025/08/242025/08/30              | 8      | 霧降山的傳說                  | - 破壞獸莫斯阿甲                      | 中野貴雄   | 市野龍一 |
| 2025/08/30        | 2025/08/312025/09/06              | SP1    | 赤地成明的日常                |                                       | 足木淳一郎 | 武居正能 |

## 製作團隊
- 主導演：武居正能（日语：武居正能）
- 導演：武居正能、越知靖、市野龍一（日语：市野龍一）、鈴木農史、田口清隆、辻本貴則（日语：辻本貴則）[23]
- 系列構成、主劇本：根元歳三（日语：根元歳三）、足木淳一郎
- 編劇：根元歲三、足木淳一郎、本田雅也（日语：本田雅也）、三好昭央、鶴田幸伸、中野貴雄（日语：中野貴雄）、兒玉宣勝（日语：兒玉宣勝）、吉上亮、安達寬高（乙一）
- 音樂：NARASAKI（日语：NARASAKI）

## 樂曲

### 片頭曲
「BRIGHT EYES 」
- 演唱：ASH（日语：ASH_(ボーカリスト)）[24][25]/ 作詞：松井洋平　作曲：NARASAKI　編曲：西岡和哉

### 片尾曲
「Missing Link」（2-13話）
- 演唱：MindaRyn（英语：MindaRyn） feat. ASH /作詞：松井洋平・ASH / 作曲・編曲：thug.

## 播放詳情
《奧米加》除了同步發行英文配音版外，還計劃在亞洲主要國家和地區（包括中國大陸、香港、臺灣、韓國、越南、泰國、印度尼西亚、馬來西亞）同步播出當地語言配音版。
日本
- 東京電視台、大阪電視台

播出日期：2025年7月5日
播出時間：每週六 09:00-09:30（日本時間）
中国大陆
- 网络平台
- 爱奇艺、騰訊視頻、优酷、哔哩哔哩

播出日期：2025年7月5日
韓國
- 官方Youtube

播出日期：2025年7月6日
播出時間：星期六 09:00
語言：韓語配音
香港
- ViuTV

播出日期：2025年7月12日
播出時間：星期六 09:30
*不設中文字幕
台灣
- 網絡平台
- 巴哈姆特動畫瘋、LiTV 線上影視、LINE TV、FriDay影音、KKTV、Hami video

播出日期：2025年7月
語言：日語原音
- 官方Youtube

播出日期：2025年7月5日
播出時間：緊貼日本更新
語言：國語配音
- 電視頻道
- momo親子台

播出日期：2025年7月6日
語言：國語配音
越南
- FPT Play

播出日期：2025年7月
马来西亚
- Astro Ceria

播出日期：2025年7月7日
印尼
- RTV

播出日期：2025年7月6日
- 官方Youtube

播出日期：2025年7月5日
播出時間：緊貼日本更新
語言：印尼語配音
泰國
- 7頻道

播出日期：2025年7月6日

## 外部連結
- 《超人力霸王奧米加》圓谷官方網站 （日語）
- 《超人力霸王奧米加》官方網站 （日語）
- 《超人力霸王系列》萬代官網 （日語）
- 《超人力霸王系列》官方推特 （日語）